# طوني أبو إلياس
طوني أبو الياس مخرج لبناني

## حياته ومشواره المهني
ولد في بيروت درس الإخراج المسرحي والتلفزيوني الجامعة اللبنانية الأمريكية وتخرج في العام 1988 ، تزوج عام 1993 من المخرجة ميرنا خياط تشاركا معا في إخراج العديد من الأعمال، رزق منها بثلاثة أولاد، كما أخرج عدة أفلام سينمائية وبرامج تلفزيونية، يمتلك شركة إنتاج خاصة به تسمى  كلاب برودكشن.
أول كليب أخرجه كان للفنانة ألين خلف لأغنية «قولك» عام 1993 عام 2007 تبنى الفنان الشاب شادي فرح أنتج له عدة أعمال
 شارك كعضو لجنة تحكيم حفل جوائز الموريكس دور لموسمين

## أعماله
| الفنان         | الأغنية المصورة                                                                               |
| -------------- | --------------------------------------------------------------------------------------------- |
| هاني شاكر      | بحبك أنا                                                                                      |
| جوليا بطرس     | وقف يا زمان، يا قصص، انا مش الك                                                               |
| جورج وسوف      | طبيب جراح، انا آسف، زمن العجايب                                                               |
| نوال الزغبي    | ولا بيهمني، حبيت ياليل، غريب الراي، ماندم عليك، علي بالي، دلعونا،مالوم،تيا، حاسب نفسك، يا قدس |
| وائل كفوري     | حكاية عاشق، سألوني، كل ما بتشرق، مزعل كل البنات، شو رأيك، عمري كلو، تبكي الطيور               |
| لطيفة التونسية | متحكم وأنت بعيد                                                                               |
| راغب علامة     | عاشق عيونك                                                                                    |
| عاصي الحلاني   | كيد عزالك، امشي لحالي، دايم دوم، بحبك وبغار                                                   |
| كاظم الساهر    | هل عندك شك                                                                                    |
| أصالة نصري     | إرجع لها                                                                                      |
| إلين خلف       | خايفة منك، قولك                                                                               |
| وائل جسار      | يوم زفافك                                                                                     |
| هالة هادي      | أسمر                                                                                          |
| مايا نصري      | أخبارك إيه                                                                                    |
| شيرين وجدي     | إرجعلي، ولا ليلة، غالي                                                                        |
| طلال سلامة     | طابت ليلتك نامي                                                                               |

### في السينما والتلفزيون
| العمل             | نوعه         | عرض على           | العمل |
| ----------------- | ------------ | ----------------- | ----- |
| الكاميرا وين      | برنامج       | ال بي سي          | 1993  |
| فوازير مشاوير     | برنامج       | ال بي سي          | 1997  |
| الفجر             | فيلم         |                   | 2000  |
| زمن الأوغاد       | مسلسل        | art الحكايات      | 2003  |
| سيرين وعلاء الدين | مسرحية اطفال | (منتج)            | 2013  |
| نجم الإعلام       | برنامج       | التلفزيون السعودي | 2014  |

## جوائز
- حاز على جائزة أفضل مخرج عربي في مهرجان القاهرة للإعلام العربي 2003[8]
- جائزة أفضل مخرج في الموريكس دور،2001[9]